# Bauelement-Design
Bauelement-Design ist ein eingetragenes Design, durch das ein Bauelement, welches einen Bestandteil eines komplexen Erzeugnisses darstellt, geschützt wird.

## Vorgeschichte
Im Geschmacksmustergesetz alter Fassung (GeschmMG a.F.) war ein spezieller Designschutz für einzelne Bestandteile eines komplexen Ganzen nicht vorgesehen. Gleichzeitig hat in jüngerer Zeit der Designschutz für Handel und produzierendes Gewerbe merkbar an Bedeutung gewonnen. So lassen sich heute nicht selten hohe Verkaufszahlen eher durch ein ansprechendes Design als durch technische Finessen des betreffenden Produkts erzielen, was von manchen Autoren auf die moderne Überflussgesellschaft zurückgeführt wird. Die Notwendigkeit für einen Bestandteilsschutz im Designrecht ergab sich jedoch insbesondere durch den Handel mit Ersatzteilen für komplexe Erzeugnisse, z. B. Automobile: Wenn nur das Gesamterzeugnis, z. B. ein PKW, einem Designschutz zugänglich ist, nicht aber auch dessen einzelne (sichtbare) Bestandteile, so setzt dies beliebige Hersteller in die Lage, Ersatzteile, wie Kotflügel, Stoßfänger, Scheinwerfer etc., für das komplexe Gesamtprodukt, im Beispielsfall ein Automobil, zu liefern, ohne Gefahr zu laufen, von dem Inhaber des Automobildesigns wegen Designverletzung belangt zu werden. Deshalb hat sich vornehmlich die Automobilindustrie auf europäischer Ebene für einen Bestandteilsschutz im Designrecht eingesetzt. Die diesbezüglichen Bemühungen führten schließlich zur Richtlinie 98/71 EG, deren Ziel eine Modernisierung des Designschutzes in den einzelnen Mitgliedsstaaten der Europäischen Gemeinschaft (EG) war. Die Richtlinie 98/71 wurde 2004 von der Bundesrepublik Deutschland in Gestalt des Geschmacksmustergesetzes neuer Fassung (GeschmMG n.F.), jetzt "Designgesetz" (DesignG) bezeichnet in nationales Recht umgesetzt.

## Gesetzliche Grundlage
Mit dem novellierten DesignG wurde (unter anderem) erstmals die Möglichkeit geschaffen, für Einzelteile eines komplexen Produkts Designschutz zu erwirken. Gesetzliche Grundlage für den Bestandteilsschutz ist § 4DesignG. Die Vorschrift lautet: "Ein Design, das bei einem Erzeugnis, das Bauelement eines komplexen Erzeugnisses ist, benutzt oder in dieses Erzeugnis eingefügt wird, gilt nur dann als neu und hat nur dann Eigenart, wenn das Bauelement, das in ein komplexes Erzeugnis eingefügt ist, bei dessen bestimmungsgemäßer Verwendung sichtbar bleibt und diese sichtbaren Merkmale des Bauelements selbst die Voraussetzungen der Neuheit und Eigenart erfüllen".

### Die Voraussetzungen im Einzelnen

#### Bauelement eines komplexen Erzeugnisses
Das Design muss bei einem Erzeugnis, welches Bauelement eines komplexen Erzeugnisses ist, benutzt oder in das komplexe Erzeugnis eingefügt sein. Beispiel: Als Design gestaltete Rückleuchte, die zur Einfügung in den Heckbereich eines PKW vorgesehen ist.

#### Bestimmungsgemäße Verwendung
Das komplexe Erzeugnis muss – zusammen mit dem eingefügten, als Design gestalteten Bauelement – bestimmungsgemäß verwendet werden.

#### Sichtbarkeit
Das in das komplexe Erzeugnis eingefügte, als Design gestaltete Bauelement muss bei bestimmungsgemäßer Verwendung des komplexen Erzeugnisses (von außen) sichtbar sein.

#### Neuheit und Eigenart
Die sichtbaren Merkmale des als Design gestalteten Bauelements müssen selbst die Voraussetzungen der Neuheit und der Eigenart erfüllen. D.h. es genügt nicht, wenn das komplexe Erzeugnis (nur) insgesamt neu ist und Eigenart besitzt, nicht aber auch das eingefügte Bauelement als solches. Gemäß § 2 Abs. 2 DesignG gilt ein Design "als neu, wenn vor dem Anmeldetag kein identisches Design offenbart worden ist. Designs gelten als identisch, wenn sich ihre Merkmale nur in unwesentlichen Einzelheiten unterscheiden".
Nach Abs. 3 der vorgenannten Vorschrift hat ein Design Eigenart, "wenn sich der Gesamteindruck, den es beim informierten Benutzer hervorruft, von dem Gesamteindruck unterscheidet, den ein anderes Design bei diesem Benutzer hervorruft, das vor dem Anmeldetag offenbart worden ist. Bei der Beurteilung der Eigenart wird der Grad der Gestaltungsfreiheit des Entwerfers bei der Entwicklung des Designs berücksichtigt".